# Biharkaba
Biharkaba (korábban Kebesd, románul Căbești) település Romániában, Bihar megyében.

## Fekvése
Bihar megye déli részén, Belényestől 15 km-re északra, Nagyváradtól 75 km-re délkeletre fekvő település.

## Története
A települést 1552-ben említi írott forrás Kabafalva néven. 1808-ban Kebesd néven említették, egy 1851-es összeírás szerint ekkor 546 lakosa volt, ebből 540 "óhitű" (román), 4 református (magyar) éd 2 zsidó. A 19. század elejétől a falu a nagyváradi görögkatolikus püspökség birtoka volt.
Jelenlegi magyar nevét hivatalos névadás keretében kapta, 1913-ban.
A trianoni békeszerződésig Bihar vármegye Belényesi járásához tartozott. Ezt követően végleg Romániához került, a második bécsi döntés nem érintette.

## Lakossága
1910-ben 1189 lakosa volt, melyből 1174 román, 15 magyar (1,2%) nemzetiségűnek vallotta magát.
2002-ben 982 lakosából 909 román, 69 cigány, 2 szlovák, 1 szerb és 1 magyar (0,1%) nemzetiségűnek vallotta magát.
A lakosság fő jövedelemforrása a mezőgazdaság, de a településen néhány fafűrészüzem (gáter) is működik.